# بيدرو ساليناس
بيدرو ساليناس سيرانو (بالإسبانية: Pedro Salinas)‏ شاعر وكاتب مسرحي وأديب إسباني ولد بمدريد في 27 نوفمبر 1891. ينتمي إلى جيل 27 ويعد من أحد كبار مؤسسي الحركة الشعرية الإسبانية في ذلك الوقت. اشتهر بأعماله الشعرية مثل فأل عام 1923 وباكورة الثلاثية الشعرية عن الحب صوت الواجب لك التي بدأت عام 1933 وتضمنت سبب الحب عام 1936 ونواح طويل عام 1938، بالإضافة إلى العديد من المقالات مثل تأمين عشوائي عام 1929 في مجلة دي أوكسيدنتي. وتأثر كثيرا بأعمال الكاتب الفرنسي مارسيل بروست، مما جعله يقوم بنقل ومحاكاة مؤلفه الشهير بحثا عن الوقت الضائع إلى اللغة الإسبانية. وتوفي في بوسطن في 4 ديسمبر 1951.

## حياته
هو ابن بيدرو ساليناس إلماس وسوليداد سيرانو فيرنانديث. درس الحقوق والفلسفة والآداب. كرّس حياته لتدريس الجامعي حيث بدأ كمُعيد لغة إسبانية بجامعة السوربون من سنة 1914 حتى 1917. تحصل على شهادة الدكتوراه في الآداب. في باريس شغف ساليناس بأعمال الكاتب الفرنسي مارسيل بروست حيث نقل كتابه الشهير بحثا عن الوقت الضائع إلى الإسبانية. تزوج بيدرو ساليناس سنة 1915 بمرغريتا بونماتي والتي كان يبعث لها كل يوم رسالة غرامية والتي جمعت في ما بعد تحت عنوان رسائل حب لمرغريتا بين عامي 1912-1915.

## روابط خارجية
- بيدرو ساليناس على موقع الموسوعة البريطانية (الإنجليزية)
- بيدرو ساليناس على موقع ميوزك برينز (الإنجليزية)
- بيدرو ساليناس على موقع إن إن دي بي (الإنجليزية)